# 耶律古乃
耶律 古乃（やりつ クナイ、1234年 - 1269年）は、モンゴル帝国に仕えた契丹人の一人。

## 生涯
耶律古乃は金末に自立して東遼を建国した耶律留哥の曾孫で、 父の耶律収国奴が1259年（己未）に亡くなった後に地位を継いだ。おりしも、モンゴル帝国では1260年（中統元年）よりクビライとアリクブケによる帝位継承戦争が勃発しており、古乃はクビライ側に立って河西方面の戦線で活躍した。
内戦がクビライ側の優位に進むと、1262年（中統3年）にはアリクブケに呼応して山東で挙兵した李璮の討伐に派遣され、嶧山の攻略などの功績により賞を受けた。1269年（至元6年）には耶律留哥の一族が治める広寧が東京に併合されたことで職を失い、同年中に36歳で死去した。息子に耶律忒哥がいた。